# 鄭當時
鄭當時（？—？），字莊，陳郡人，西汉大臣。

## 生平
父親郑君原本是項羽部下的將領，項羽死後歸順漢朝，鄭君因為心懷故主項羽，被漢高祖免官，在漢文帝時期死去。
鄭當時少年為遊俠，善交往，曾經解救過張羽（張羽後來成為梁孝王劉武的大臣），在梁、楚扬名。汉景帝时，鄭當時任太子舍人。鄭喜好黃老的學說，敬慕長者。雖然年紀輕、官位低、然而他來往的都是他的父執輩，而且都是天下名士。鄭當時廉潔奉公；對人謙卑，一視同仁，待客殷勤，規定不能讓訪客在門口等候。他對待屬下，都稱呼官職，從不直呼其名，非常謙卑，也時常推薦小官給朝廷，因而受到崤函以東士大夫的尊重。
漢武帝即位后，历任鲁中尉、济南郡太守、江都相、右内史，后来因在竇嬰、田蚡争论中首鼠两端，贬官为詹事，后来任大司农、丞相长史、汝南郡太守。
曾向汉武帝推荐东郭咸阳和孔仅。

## 延伸阅读
[在维基数据编辑]
 《史記/卷120》，出自司馬遷《史記》
 《漢書·卷050》，出自班固《漢書》